# Montreal River (vattendrag i Kanada, Saskatchewan)
Montreal River är ett vattendrag i Kanada.   Det ligger i provinsen Saskatchewan, i den centrala delen av landet, 2 300 km väster om huvudstaden Ottawa.
Trakten runt Montreal River är nära nog obefolkad, med mindre än två invånare per kvadratkilometer.